# Лупац (Витез)
Лупац је насељено место у Босни и Херцеговини у општини Витез. Административно припада Федерацији Босне и Херцеговине, односно њеном Средњобосанском кантону. Према попису становништва из 2013. у насељу је било 126 становника, а већинску популацију у насељу чинили су Бошњаци.

## Становништво
По последњем службеном попису становништва из 2013. године у насељу Лупац живело је 126 становника, а село је било етнички хомогено са већинском бошњачком популацијом.
| Националност | 2013. | 1991.        | 1981.        | 1971.        | 1961.        |
| Бошњаци      | —     | 619 (99,68%) | 551 (100,0%) | 500 (99,21%) | 429 (99,54%) |
| Срби         | —     | 0            | 0            | 0            | 1 (0,23%)    |
| Југословени  | —     | 1 (0,16%)    | 0            | 0            | 1 (0,23%)    |
| остали       | —     | 1 (0,16%)    | 0            | 4 (0,79%)    | 0            |
| Укупно       | 126   | 621          | 551          | 504          | 431          |